# Plauno Piccolo
Plauno Piccolo o Plaunig Piccolo (in croato Mali Plavnik) è un isolotto deserto della Croazia settentrionale, appartenente all'arcipelago del Quarnerolo. È situata lungo la costa nord-est di Plauno. Amministrativamente appartiene alla città di Veglia.
La sua costa è scoscesa e pressoché inaccessibile. La profondità del mare attorno all'isolotto si aggira sui 70 metri, con una profondità massima di 84 metri nella parte settentrionale. Tra Plauno Piccolo e Plauno la profondità è attorno ai 20 metri.
Nell'isolotto sono state individuate 44 specie vegetali, tra le quali ci sono interessanti specie endemiche come la Campanola-Centaureetum dalmaticae.